# Salvador (Chamusca)
Salvador é uma localidade da freguesia da Parreira e Chouto, do Município da Chamusca, em Portugal. 

## História
Pertenceu até 1985 à freguesia de Vale de Cavalos e já fez parte dos concelhos de Santarém, Ulme e Alpiarça (entre 1919 e 1927).
Salvador, é uma aldeia pequena, mas a maior da freguesia da Parreira, maior do que Mata Forme, que só tem um parque infantil, Corvas, que só tem um palheiro e Palhas, que só tem uma igreja. Situa-se perto de Montargil e dos Foros do Arrão. É perto da estrada que separa o distrito de Portalegre do de Santarém.[carece de fontes?]